# Мушніков Володимир Олександрович
Володимир Олександрович Мушніков (рос. Владимир Александрович Мушников; 6 грудня 1923 — 29 червня 2014) — радянський офіцер, Герой Радянського Союзу (1944), учасник німецько-радянської війни.

## Життєпис
Народився 6 грудня 1923 року в селі Чашниково (нині у Вологодському районі Вологодської області РФ) у селянській родині. Росіянин. Батько — Олександр Никанорович та мати — Катерина Андріївна разом викохали 4-х дітей: старший брат Володимира — Гурій загинув під Ржевом у 1942 році, сестра — Ніна та молодший брат Георгій. Після семи класів школи в 1939 році Володимир поступив і більше року провчився у школі ФЗО при заводі «Сєвєрний коммунар» у Вологді.
У квітні 1942 року призваний до лав РСЧА. Після учебки у Владимирі направлений у 1118-й стрілецький полк 333-ї стрілецької дивізії 9-ї армії де призначений першим номером кулемета Максим.
З серпня 1943 року у діючій армії на фронтах німецько-радянської війни. Відзначився під час битви за Дніпро.
25 листопада 1943 року при форсуванні Дніпра в районі села Канівське (Запорізький район Запорізької області) Володимир Мушніков у числі перших переправився на правий берег. Саперною лопаткою зробив прохід у дротяному загороджені та закидавши противника гранатами першим увірвався у його траншеї ведучи за собою своїх товаришів, знищив дві кулеметні точки. У боях за село Канівське і висоти 83,4 сержант Мушников очолив атаку відділення, особисто знищив близько 10 гітлерівців і одного взяв у полон. В. О. Мушніков також першим увірвався до села закидавши гранатами хати де сиділи німці.
Після війни продовжував службу у Радянській армії.
В 1957 році закінчив Військову академію імені Фрунзе.
З 1981 року полковник Мушніков у запасі. Працював в інституті інженерів залізнодорожнього транспорту. Жив у Новосибірську, пізніше в Одесі та останні свої роки доживав знову повернувшись в Новосибірськ.

## Нагороди і почесні звання
20 лютого 1944 року Володимиру Олександровичу Мушнікову присвоєно звання Героя Радянського Союзу.
Також нагороджений:
- орденом Леніна
- орденом Вітчизняної війни І ступеня
- орденом Червоної Зірки
- орденом «За службу Батьківщині у Збройних силах СРСР» III ступеня
- медалями